# Puerto Rosales
Puerto Rosales es un puerto civil de la localidad de Punta Alta, ubicado en el sur de la provincia de Buenos Aires, Argentina. Está  administrado por la Dirección Provincial de Actividades Portuarias de la Provincia de Buenos Aires.
Posee una terminal de transferencia de petróleo crudo, un muelle principal y un galpón. Se accede a través de los medios de acceso de la ciudad de Punta Alta.

## Historia

### El Puerto de Arroyo Pareja del Ing. Abel J. Pagnard
El Estado nacional venía realizando estudios para la erección de un importante puerto de aguas profundas en el paraje de Arroyo Pareja. Pero la crónica falta de recursos determinó que se volcase a adjudicar la obra a Abel Julien Pagnard. El concesionario Pagnard era un joven ingeniero francés que, como empleado de la casa Hersent, había dirigido las obras de los puertos de puerto de Lisboa, puerto de Amberes y Burdeos. 
Llegó a la Argentina como representante de Hersent en la construcción del puerto de Rosario. Desvinculado laboralmente de sus patrones, con los que mantuvo una excelente relación personal, integró la comisión oficial que en 1905 realizó estudios para el establecimiento de un puerto de aguas profundas en la bahía Blanca. 
Pagnard utilizó como base para su propio proyecto estos estudios y lo presentó al Estado. El 15 de septiembre de 1908, la ley N.º 5574 otorgó la concesión al ingeniero francés quien, luego de varias prórrogas, constituyó en París el 23 de enero de 1912 la Compañía del Puerto Comercial de Bahía Blanca. En dicha sociedad, de la que Pagnard era ingeniero consultor y director de obras del puerto, formaban parte las constructoras Régie Générale de Travaux Publics, Hersent y varios directivos del Ferrocarril Rosario-Puerto Belgrano. 
Los trabajos empezaron inmediatamente, en base al plan concebido por Pagnard: cinco mil metros de muelles, dique de carena, dársenas, grúas, galpones, vías férreas. Un conjunto que afirmaba ser el mayor puerto de aguas profundas del continente. Mil obreros, en su mayoría eslavos, comenzaron a levantar el gigante recostado sobre el arroyo Pareja.

#### Detalles técnicos de la obra
Uno de los sistemas utilizados para la construcción de la obra fue el denominado "sistema constructivo de cajones", ya empleado en aguas de la bahía en 1908. 
En ese año, la constructora Hersent et Frères (una de las más importantes del mundo y que actuaba por cuenta del concesionario, el Ferrocarril de Rosario a Puerto Belgrano), comenzaba las ampliaciones del Muelle C de la Base Naval para adaptarlo a las exigencias de la actividad comercial. Y adoptó la técnica de los cajones de hormigón para constituir los basamentos del espigón. 
No obstante, la escala con la que se utilizó en Arroyo Pareja hizo que el sistema cobrara allí excepcional relevancia. Pagnard actuó como director general de obras en Arroyo Pareja, secundado por el ingeniero Batin como director de construcciones y el ingeniero Briganti como jefe de talleres. Cuando Pagnard falleció súbitamente en noviembre de 1913, fue reemplazado por el ingeniero Zimmerman y luego por Antonio Piaggio. 
Pagnard introdujo técnicas de construcción novedosas para la zona, pero ya probadas en otros puertos donde desarrolló tareas. Así, por ejemplo, hizo uso de un carro automático de su invención, que servía para el transporte de materiales y que ya fuera ensayado con éxito en los trabajos portuarios de Amberes y Rosario. 

El puerto en 1918.

En cuanto a los cajones en cuestión servían como fundación para asentar la futura infraestructura portuaria y ganar terreno al mar. Éstos, de hormigón armado, tenían dimensiones colosales: treinta metros de largo por quince de alto. Se construían en tierra en el sector del varadero del arroyo. Se realizaba allí una estructura de madera que hacía las veces de encofrado o molde, donde posteriormente se incorporaba las mallas de hierro y se volcaba el hormigón. Luego de un periodo de fragüe o secado, se los transportaba por el arroyo con remolcadores hasta el lugar de su ubicación definitiva. Una vez allí, eran rellenados con hormigón plástico en su parte exterior (para evitar el ataque sulfuroso del agua marina), conformándose una pared de 2,75 m de espesor. 
Vale decir que cada cajón llevaba casi 73 000 metros cúbicos de hormigón. En el centro, se completaban con arena proveniente del dragado, para que se asentaran en el fondo. Sobre estos cajones se construyó la parte emergente de los muros de atraque. Este procedimiento tenía la ventaja de ahorrar tiempo en la construcción, pero las maniobras de remolque y colocación de los cajones eran delicadas y propiciaban accidentes ante el menor descuido. Un ejemplo documentado fue el que ocurrió en agosto de 1918 con varios cajones que se hundieron, y que provocaron una suspensión de las obras hasta junio de 1919.

#### La I Guerra Mundial y la paralización de las obras
La I Guerra Mundial (1914-1918) vino a frenar este ímpetu con el que se iniciaron los trabajos. La Compañía sólo pudo habilitar, hacia 1919, unos trescientos metros de muelle, los que hoy constituyen la base de Puerto Rosales.

### El puerto bajo la administración del FC Rosario-Puerto Belgrano
En 1922, el Ferrocarril tomó a su cargo las obras del puerto que se construía en Arroyo Pareja con la esperanza de poder invertir en un emprendimiento que era vital para la empresa. 
Lamentablemente, el capital francés con intereses en Punta Alta no pudo competir con el británico instalado en Bahía Blanca. El volumen de capital invertido siempre fue mucho menor que el inglés.[cita requerida]
Por otra parte, el desembarco de los franceses en la región se produjo con notable retraso, encontrando ya a los ingleses sólidamente instalados en la región, con un modelo económico poderoso y funcionando y con su red de intereses políticos y sociales armada y que demostró ser poderosa. 

Puerto de Arroyo Pareja, actual Puerto de Coronel Rosales.

La década de 1930 trajo aparejada una profunda crisis del sistema ferroportuario nacional. El puerto de Arroyo Pareja, no obstante, sufrió un cambio notable cuando firmas exportadoras como Dreyfus y Bunge y Born lo constituyeron como sitio de embarque alternativo a los puertos de Bahía Blanca. Nuevos galpones, cintas transportadoras y hasta la escollera de piedra de quinientos metros (finalizada en 1933) sirvieron para acondicionar los muelles para la nueva actividad que, si bien era estacional, les otorgaba un inusual movimiento.

### La Nacionalización
A partir de finales de la década de 1930, este movimiento también se fue diluyendo. Es en ese contexto que desde las fuerzas mayoritarias (socialistas, radicales de línea yrigoyenista y también conservadores) se alzaron voces tendientes a realizar proyectos estatizadores de las empresas de capital extranjero, pensando que el Estado nacional se convertiría en factor de desarrollo de los mismos con un interés genuinamente nacional. 
Lograda la autonomía de Punta Alta en 1945, se constituyó el Partido de Coronel Rosales y el puerto de Arroyo Pareja mudó su nombre por el de Puerto Rosales. 
Es así que, durante el gobierno de Juan D. Perón se llevó a cabo la nacionalización, que tuvo lugar el 17 de diciembre de 1947, marcando el fin de una era. A partir de ese entonces, puerto y ferrocarril corrieron suerte disímil. El primero de ellos fue traspasado a la Armada Nacional que desmanteló galpones, grúas y edificaciones consideradas obsoletas, desactivándolo en forma total. [cita requerida]
En 1967, el puerto pasó a depender de la Administración General de Puertos, lográndose en esa época el dragado de los canales de acceso. En 1961, se construyó la terminal con un depósito petrolero y una boya de embarque en Punta Ancla, término de un oleoducto vinculado a pozos en Neuquén. 
En 1973 se instaló una segunda boya frente a Punta Cigüeña, dotándose al complejo de una gran playa de tanques. En mayo de 1993 quedó inaugurada la Administración de Puerto Rosales, paso previo a la transferencia de la estación de la Administración General de Puertos de la Nación a la Provincia de Buenos Aires, concretada el 8 de julio de ese año. 
A partir de entonces, fueron varios los proyectos para potenciar el puerto y darle el impulso definitivo, como así también lograr la autonomía del mismo, y en especial desde la concreción del proyecto de Zona Franca en la región.

### Autonomía del Puerto
En el año 2019, a través del decreto 584 del gobierno de la provincia de Buenos Aires, se logró la autonomía del puerto, mediante el cual se dio transferencia de competencias y creación del Consorcio de Gestión del Puerto de Coronel Rosales, donde antes funcionaba una delegación portuaria dependiente de la administración del gobierno de la provincia de Buenos Aires por medio de la Dirección Provincial de Actividades Portuarias, bajo la órbita del Ministerio de Producción de la provincia.
A través del decreto, la naturaleza jurídica del Consorcio es la de un "ente público no estatal", lo que le otorga una mayor autonomía y transparencia en la gestión para el desarrollo del puerto y su actividad, entrando en funciones el día 9 de octubre de 2019 a través de la designación de Guillermo Burgos como primer presidente del Consorcio de Gestión de Puerto Rosales.

## Características
Puerto Rosales está ubicado en una zona estratégica, ya que se encuentra a 800 metros del canal principal de acceso a Bahía Blanca. Este canal tiene un 60' de calado natural, lo que implica que no lleva mantenimiento (dragado) y posibilita que los barcos graneleros y de descarga en general operen sin problemas.
El puerto posee un muelle continuo de 300 metros de longitud con una profundidad de diseño de 30', actualmente oscilando los 24'. La principal actividad operativa de Puerto Rosales la dan las lanchas y pontones de apoyo a las tareas de remolcadores en monoboyas de amarre, lanchas de pesca artesanal, de turismo y deportivas.
En época de veda de pesca el puerto trabaja con tallerismo naval en reparaciones de pesqueros, de media altura y de altura, poteros y de arrastre.

## Actividad económica actual

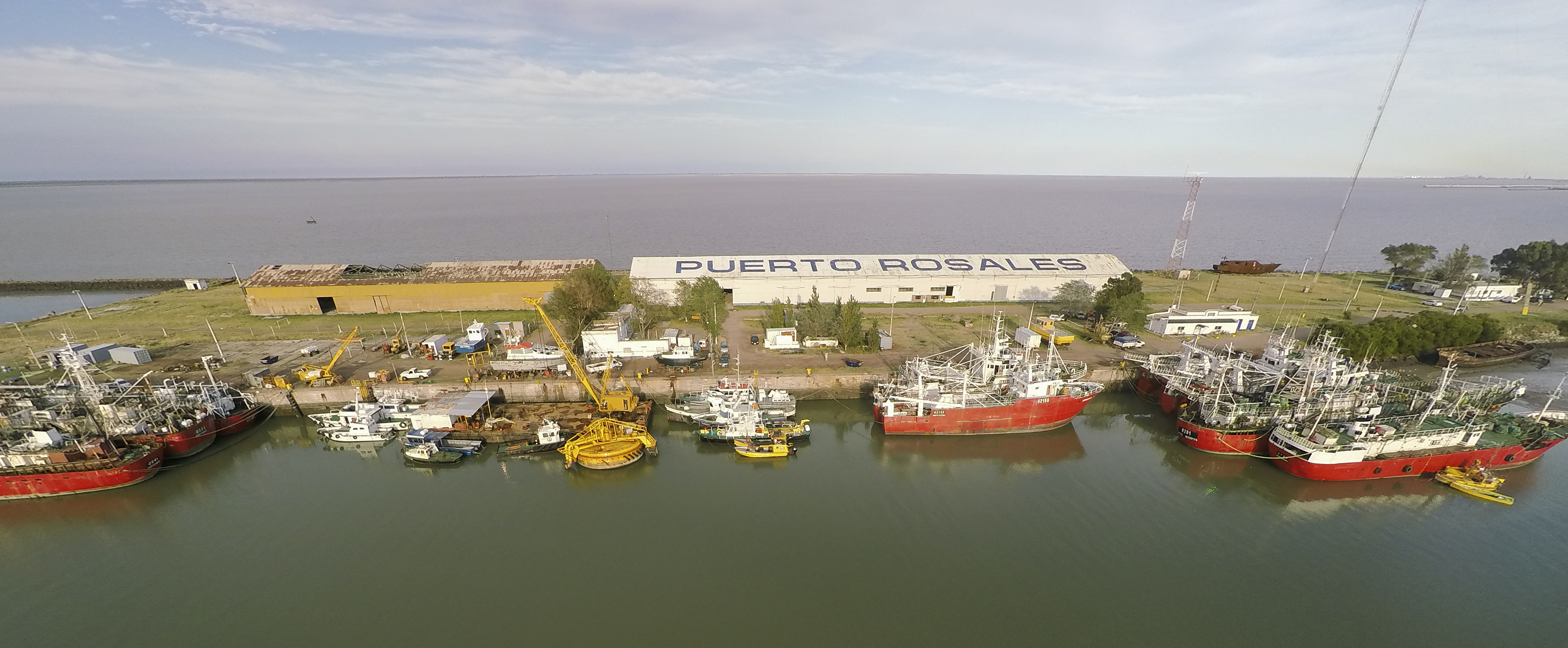
Buques en el muelle de Puerto Rosales

Luego de muchos años de casi inactividad, en el transcurso de la última década Puerto Rosales experimentó un constante crecimiento en sus actividades.
En 2010 la gobernación de estableció una nueva zona franca, potenciando el eje logístico Coronel Rosales-Bahía Blanca, poniendo en valor los edificios, los galpones, iluminación, y todos los servicios, que demandó una inversión de $5 millones.

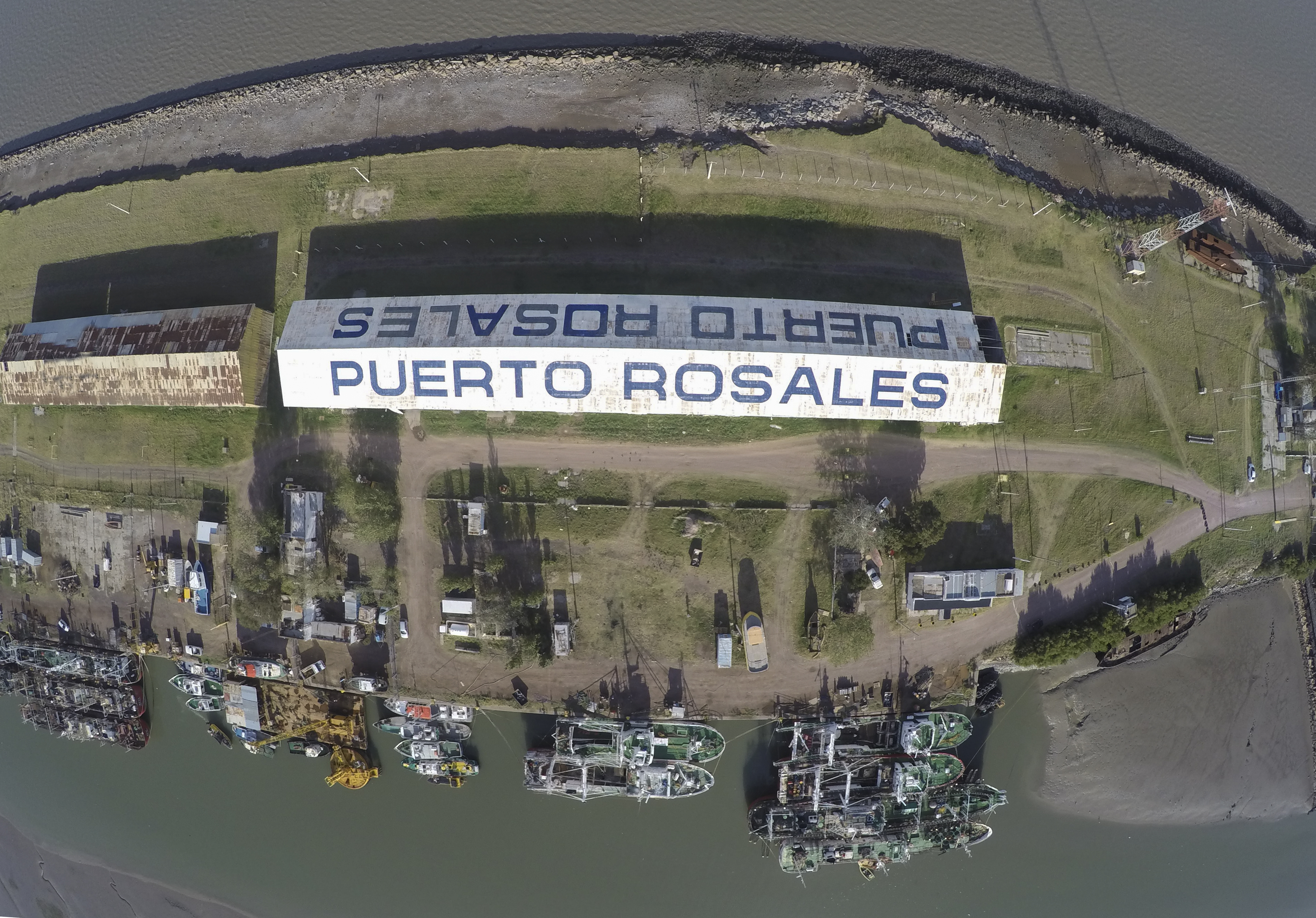
Vista aérea del galpón de Puerto Rosales

Según datos de la Subsecretaría de Actividades Portuarias de la provincia de Buenos Aires, en el análisis comparativo del primer semestre del 2015, con respecto al de 2014,se registró un aumento porcentual del 12,34 por ciento.
Según este relevamiento en los primeros seis meses de 2015, se movilizaron 6.013.993,16 toneladas de mercaderías, número que superó al del primer semestre del año anterior.
Esto representa el 50 % del volumen de carga del complejo  de puertos del área de la bahía Blanca (que incluye a Ingeniero White y Puerto Galván)
Sin embargo, el decreto de autonomía del año 2019 aceleró y potenció el desarrollo y la actividad del Puerto Rosales.
En el año 2022, el Consorcio de Gestión del Puerto de Coronel Rosales y la empresa Continental Armadores de Pesca S.A. (CONARPESA), rubricaron un acta acuerdo para materializar una inversión, cuya primera etapa, es de más de  148 millones de pesos y que constará en la construcción de naves para almacenamiento de insumos, repuestos, oficinas para la firma, red de incendio, playones de hormigón para vinculación con el muelle corrido, sistema de alumbrado, etc.
Por otra parte,  la empresa Oleoductos del Valle lleva a cabo el proyecto Duplicar, destinado a aumentar considerablemente con nuevos tramos de oleoducto la cantidad de crudo que llega desde Vaca Muerta hasta Rosales.
También Oiltanking Ebytem comenzó la construcción de los pontones necesarios para la concreción de un gran muelle petrolero a casi dos kilómetros de la costa, al cual se accederá por un viaducto.

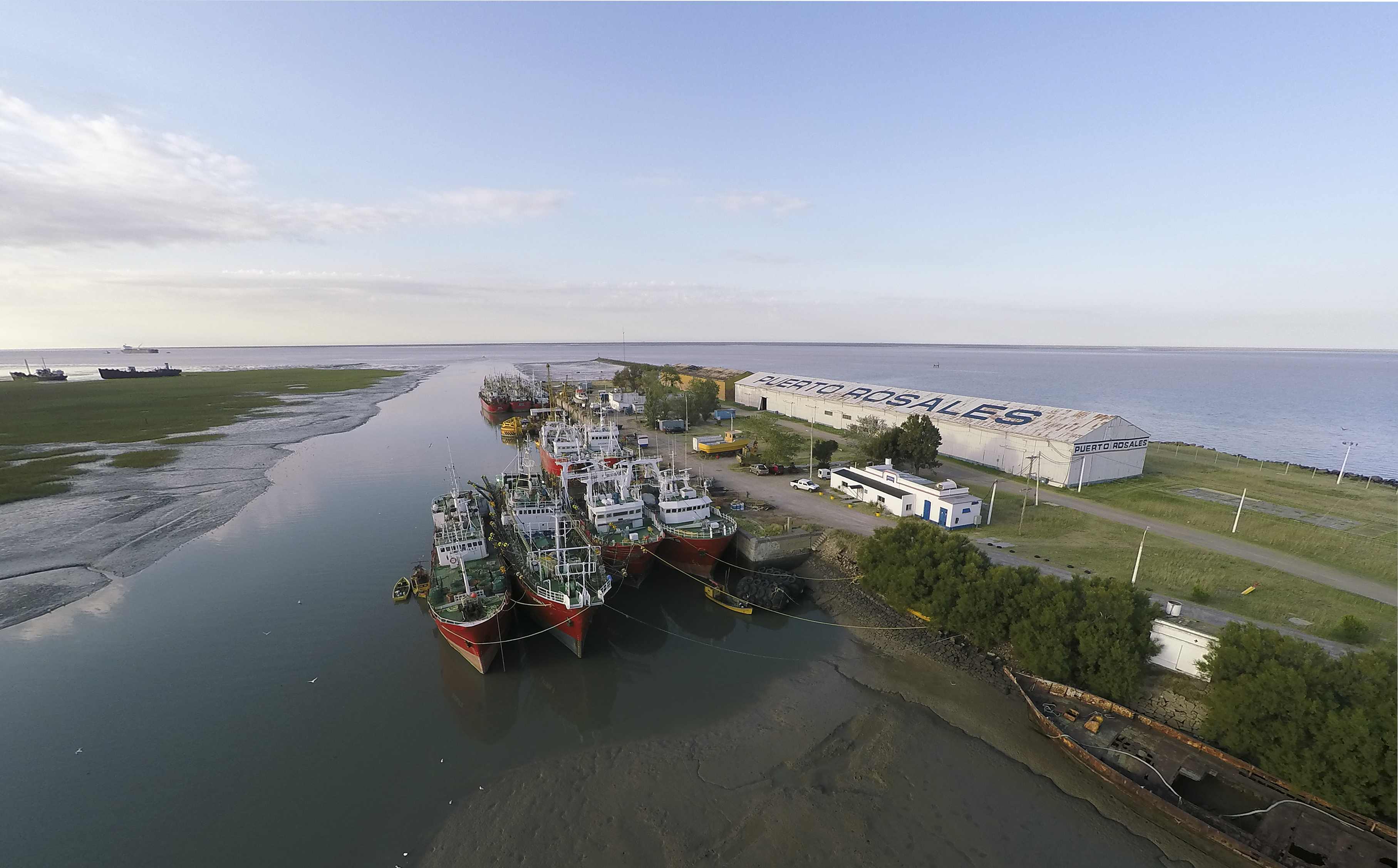
Vista aérea del muelle de Puerto Rosales.

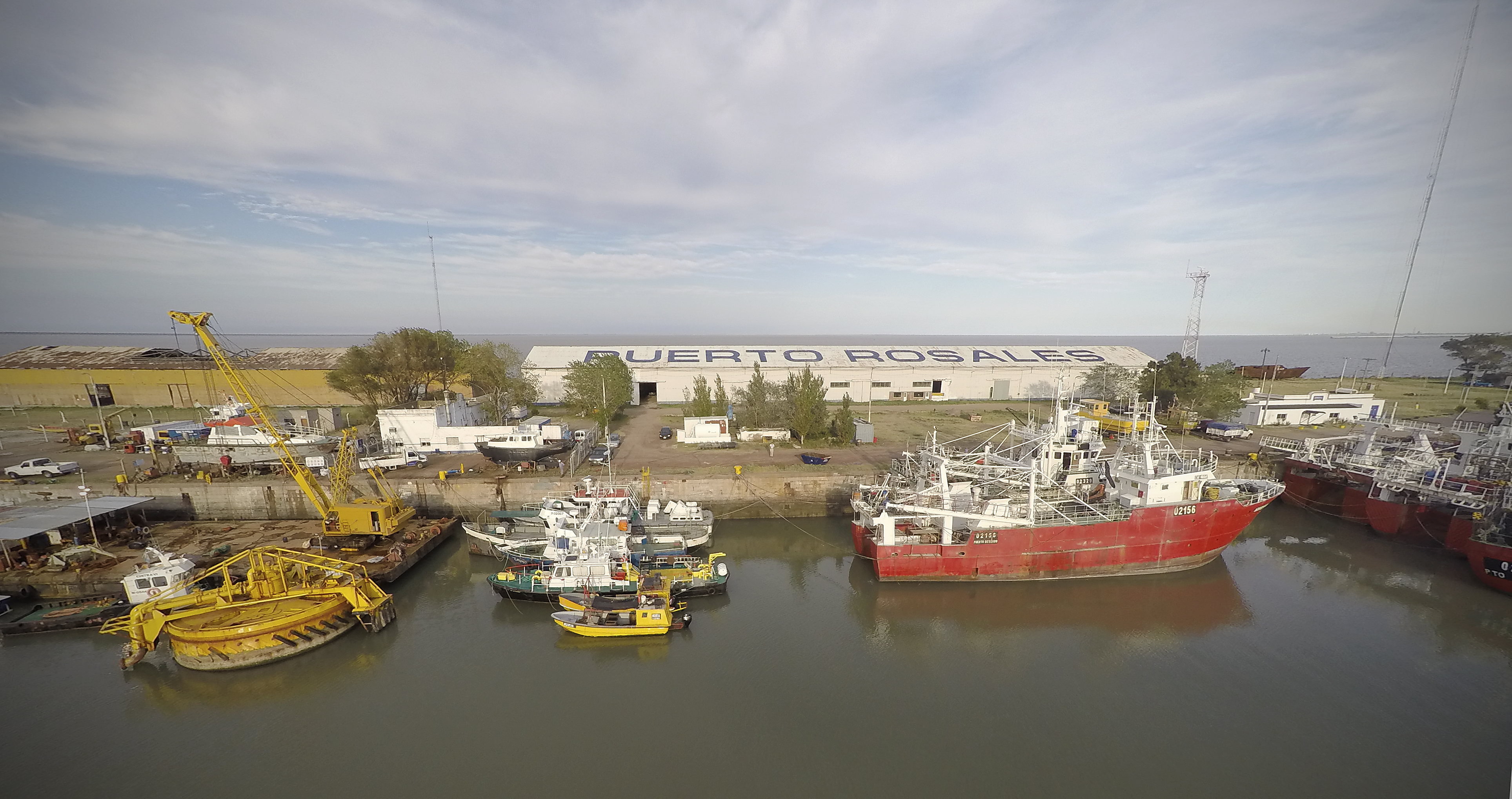
Buques amarrados al muelle de Puerto Rosales.

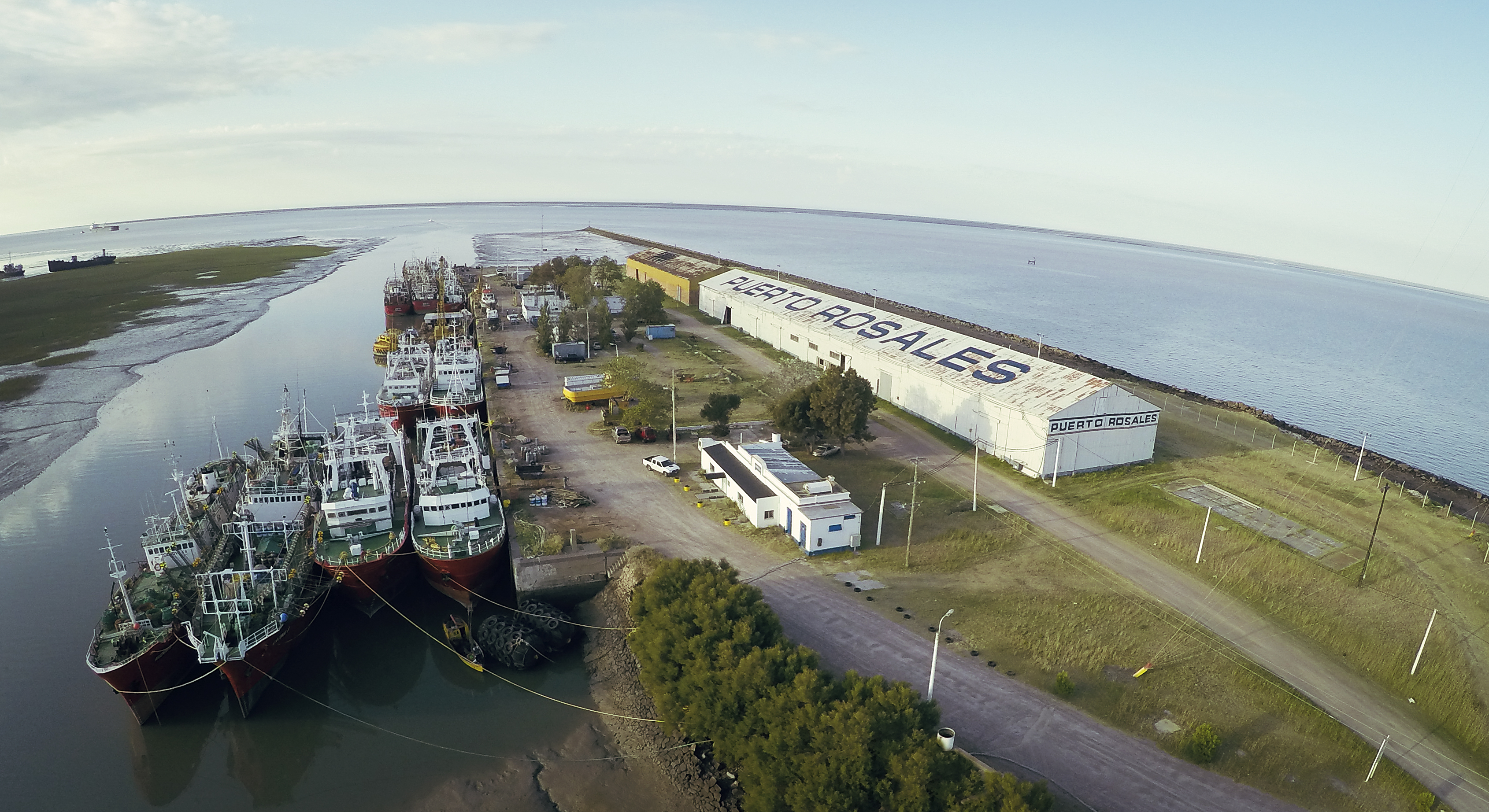
Vista aérea de Puerto Rosales.

### Petróleo
Aproximadamente el 70 % del crudo total que se consume en el país pasa por la planta de almacenamiento de Puerto Rosales.
Dicha planta está conectada con los principales ductos de petróleo que tiene el país: uno proviene de los campos de producción de petróleo ubicado en Chayaco, en la provincia de Neuquén, y el otro está conectado al centro de refinación de Buenos Aires.
Cabe mencionar que en el espejo de agua provincial, en la ría de la bahía Blanca, se encuentran instaladas dos monoboyas: Punta Ancla y Punta Cigüeña. Están conectadas con una planta de almacenamiento cuya capacidad alcanza a los 480 mil metros cúbicos.
Las monoboyas citadas funcionan en una zona estratégica que es única por sus características. Tanto es así, que están instaladas en el ámbito acuático de Puerto Rosales, con un calado natural de 60 pies. Esto implica que no lleva el mantenimiento (dragado) y posibilita que los barcos petroleros operen sin inconveniente alguno.
Por año, se transportan en Puerto Rosales más de 12 mil millones de toneladas de petróleo en sus diferentes tipos, mediante la carga y descarga de crudo off shore. En consecuencia, ello lo sitúa en un lugar importante dentro del sistema portuario de la provincia de Buenos Aires, adonde aporta casi el 20 % del total de dicho movimiento, teniendo en cuenta los nueve puertos bonaerense: los consorcios de gestión y las delegaciones portuarias.
En el año 2023, entre enero y junio, el puerto movió en sus dos monoboyas un total de 6.699.740,372 toneladas de petróleo , lo que destaca la relevancia de sus operaciones en el comercio de hidrocarburos.
En tal sentido, el removido o transporte entre puertos argentinos, especialmente el crudo que llega por barco desde el sur del país, representó el 65 por ciento, con 4.350.000 toneladas, mientras que el salido fue del 7 por ciento ( 482 mil toneladas).

## Consorcio de Gestión del Puerto Rosales
El Consorcio de Gestión de Puerto Rosales, creado a partir del Decreto 584 del año 2019, está conformado por un directorio de 7 miembros, los cuales duran 3 años en sus funciones una vez designados con posibilidad de ser reelegidos indefinidamente.
El directorio estará conformado por:
- Un (1) miembro que ejercerá la presidencia, en representación del Gobierno de la Provincia de Buenos Aires, designado por el Poder Ejecutivo Provincial.

- Dos (2) miembros en representación del Ministerio de Producción de la Provincia de Buenos Aires, designados por el Ministro de Producción.

- Dos (2) miembros en representación de la Municipalidad de Coronel de Marina Leonardo Rosales, designados por su respectivo Departamento Ejecutivo (intendente de Coronel Rosales).

- Dos (2) miembros en representación de quienes realizan actividades comerciales, industriales, recreativas y/o de servicios dentro del área de influencia del Consorcio.

A partir de la Resolución 520 del Ministerio de Producción de la provincia de Buenos Aires, el Directorio del Consorcio se conforma de la siguiente manera:
| Directorio del Consorcio de Gestión del Puerto Rosales                                                 | Directorio del Consorcio de Gestión del Puerto Rosales | Directorio del Consorcio de Gestión del Puerto Rosales |
| Autoridad                                                                                              | Nombre                                                 | Designación                                            |
| --- | ------------------------------------------------------ | ------------------------------------------------------ |
| Presidente                                                                                             | Rodrigo Aristimuño                                     | 20 de octubre de 2020                                  |
| Representantes del Ministerio de Producción de la Provincia de Buenos Aires                            | Rodrigo Sartori                                        | 16 de septiembre de 2022                               |
| Representantes del Ministerio de Producción de la Provincia de Buenos Aires                            | Virginia Giorno                                        | 16 de septiembre de 2022                               |
| Representantes de la Municipalidad de Coronel de Marina Leonardo Rosales                               | Mónica Ricciardi                                       | 16 de septiembre de 2022                               |
| Representantes de la Municipalidad de Coronel de Marina Leonardo Rosales                               | Gustavo Bellozas                                       | 16 de septiembre de 2022                               |
| Representantes de quienes realizan actividades comerciales, industriales, recreativas y/o de servicios | Gustavo Mazzaferro                                     | 16 de septiembre de 2022                               |
| Representantes de quienes realizan actividades comerciales, industriales, recreativas y/o de servicios | Agustín Catá Caruso                                    | 16 de septiembre de 2022                               |
| |                                                        |                                                        |

### Presidentes del Consorcio
| Presidentes del Consorcio de Gestión del Puerto Rosales | Presidentes del Consorcio de Gestión del Puerto Rosales | Presidentes del Consorcio de Gestión del Puerto Rosales | Presidentes del Consorcio de Gestión del Puerto Rosales | Presidentes del Consorcio de Gestión del Puerto Rosales |
| Nombre                                                  | Inicio                                                  | Fin                                                     | Designado por                                           | Designado por                                           |
| ------------------------------------------------------- | ------------------------------------------------------- | ------------------------------------------------------- | ------------------------------------------------------- | ------------------------------------------------------- |
| Guillermo Burgos                                        | 18 de julio de 2019                                     | 20 de octubre de 2020                                   | María Eugenia Vidal                                     |                                                         |
| Rodrigo Aristimuño                                      | 20 de octubre de 2020                                   | En el cargo                                             | Axel Kicillof                                           |                                                         |